# 阿方索·奥伊特龙
阿方索·奧伊特龍（英語：Alfonso Rebochong Oiterong；1924年10月9日—1994年8月30日）是一位帕勞政治家，在1981至1985年擔任該國的副總統及第2任總統，任期由1985年6月到10月。
在總統哈魯奧·雷梅利克遇刺時，奧伊特龍正在紐約，7月2日從紐約返回帕勞，就任總統。
他從1985年7月2日開始擔任帕勞總統，繼任者是拉扎勒斯·薩利，此人在一次特別選舉中當選總統。